# Gwinea na Letnich Igrzyskach Olimpijskich 1980
Gwineę na Letnich Igrzyskach Olimpijskich 1980 w Moskwie reprezentowało 9 zawodników, wyłącznie mężczyzn. Najmłodszym olimpijczykiem był biegacz Paul Haba (21 lat 11 dni), a najstarszym judoka Mamadou Diallo (38 lat 365 dni)
Był to drugi start reprezentacji Gwinei na letnich igrzyskach olimpijskich.

## Boks
Mężczyźni
- Mbemba Camara – waga lekkośrednia (17. miejsce)
- Samba Jacob Diallo – waga kogucia (17. miejsce)
- Barry Aguibou – waga musza (17. miejsce)

## Judo
Mężczyźni
- Abdoulaye Diallo – waga lekka (19. miejsce)
- Mamadou Diallo – waga pół lekka (13. miejsce)
- Ibrahim Camara – waga extra lekka (19. miejsce)

## Lekkoatletyka
Mężczyźni
- Mohamed Diakité – bieg na 400 metrów (odpadł w eliminacjach)
- Paul Haba – bieg na 100 metrów (odpadł w eliminacjach), bieg na 200 metrów (odpadł w eliminacjach)
- Sekou Camara – bieg na 800 metrów (odpadł w eliminacjach)